# Belterra Resort Indy 300 2001
Belterra Resort Indy 300 2001 var ett race som var den tionde deltävlingen i Indy Racing League 2001. Racet kördes den 12 augusti på Kentucky Speedway. Buddy Lazier fortsatte med sin jakt på en andra raka titel. Han tog sin fjärde seger på bara fem tävlingar, och krympte avståndet till Sam Hornish Jr. ytterligare. Scott Sharp splittrade duon med sin andraplats, medan Hornish tog ännu en pallplats, genom att komma trea.

## Slutresultat
| Plats | Förare           | Team                     | Grid |
| ----- | ---------------- | ------------------------ | ---- |
| 1     | Buddy Lazier     | Hemelgarn Racing         | 11   |
| 2     | Scott Sharp      | Kelley Racing            | 1    |
| 3     | Sam Hornish Jr.  | Panther Racing           | 8    |
| 4     | Al Unser Jr.     | Galles Racing            | 9    |
| 5     | Donnie Beechler  | A.J. Foyt Enterprises    | 22   |
| 6     | Billy Boat       | CURB/Agajanian Racing    | 6    |
| 7     | Shigeaki Hattori | Vertex-Cunningham Racing | 18   |
| 8     | Felipe Giaffone  | Treadway-Hubbard Racing  | 12   |
| 9     | Robbie Buhl      | Dreyer & Reinbold Racing | 4    |
| 10    | Jeff Ward        | Heritage Motorsports     | 7    |
| 11    | Didier André     | Galles Racing            | 17   |
| 12    | Jaques Lazier    | Sam Schmidt Motorsports  | 13   |
| 13    | Greg Ray         | Team Menard              | 5    |
| 14    | Billy Roe        | Team Pelfrey             | 21   |
| 15    | Eliseo Salazar   | A.J. Foyt Enterprises    | 14   |
| 16    | Buzz Calkins     | Bradley Motorsports      | 19   |
| 17    | Rick Treadway    | Treadway-Hubbard Racing  | 15   |
| 18    | Robby McGehee    | Cahill Racing            | 10   |
| 19    | Sarah Fisher     | Walker Racing            | 20   |
| 20    | Airton Daré      | TeamXtreme               | 16   |
| 21    | Eddie Cheever    | Cheever Racing           | 3    |
| 22    | Mark Dismore     | Kelley Racing            | 2    |